# Casa Senyorial d'Aumeisteri
La Casa Senyorial d'Aumeisteri també nomenada Casa Senyorial Aumeistari (en letó: Aumeisteru muižas pils) és una mansió a la regió històrica de Vidzeme, al Municipi de Smiltene de Letònia. La casa fou construïda pel baró Johann von Wulf després del 1750 i reconstruïda el 1793.